# Hjálmar Jónsson
Hjálmar Jónsson (n. 29 iulie 1980, Egilsstadir) este un fundaș islandez de fotbal. Din anul 2002 evoluează la clubul IFK Göteborg.